# Hranice I-Město
Hranice I-Město je název městské části, část obce Hranice v okrese Přerov. V roce 2011 měla 15810 obyvatel a nacházelo se v ní 1801 domů.